# Luzula modesta
Luzula modesta är en tågväxtart som beskrevs av Franz Georg Philipp Buchenau. Luzula modesta ingår i Frylesläktet som ingår i familjen tågväxter. Inga underarter finns listade i Catalogue of Life.